# Christian Gentner
Christian Gentner (Nürtingen, 14 de agosto de 1985) es un exfutbolista alemán que jugaba de centrocampista.

## Trayectoria
Tras el final de su contrato con el VfL Wolfsburgo volvió el 1 de julio de 2010 al VfB Stuttgart.

## Clubes
| Club                  | País     | Año       |
| --------------------- | -------- | --------- |
| VfB Stuttgart         | Alemania | 2005-2007 |
| VfL Wolfsburgo        | Alemania | 2007-2010 |
| VfB Stuttgart         | Alemania | 2010-2019 |
| 1. F. C. Union Berlin | Alemania | 2019-2021 |
| F. C. Lucerna         | Suiza    | 2021-2022 |

## Palmarés

### Títulos nacionales
| Título        | Club           | País     | Año     |
| ------------- | -------------- | -------- | ------- |
| 1. Bundesliga | VfB Stuttgart  | Alemania | 2006-07 |
| 1. Bundesliga | VfL Wolfsburgo | Alemania | 2008-09 |